# Acero forjado

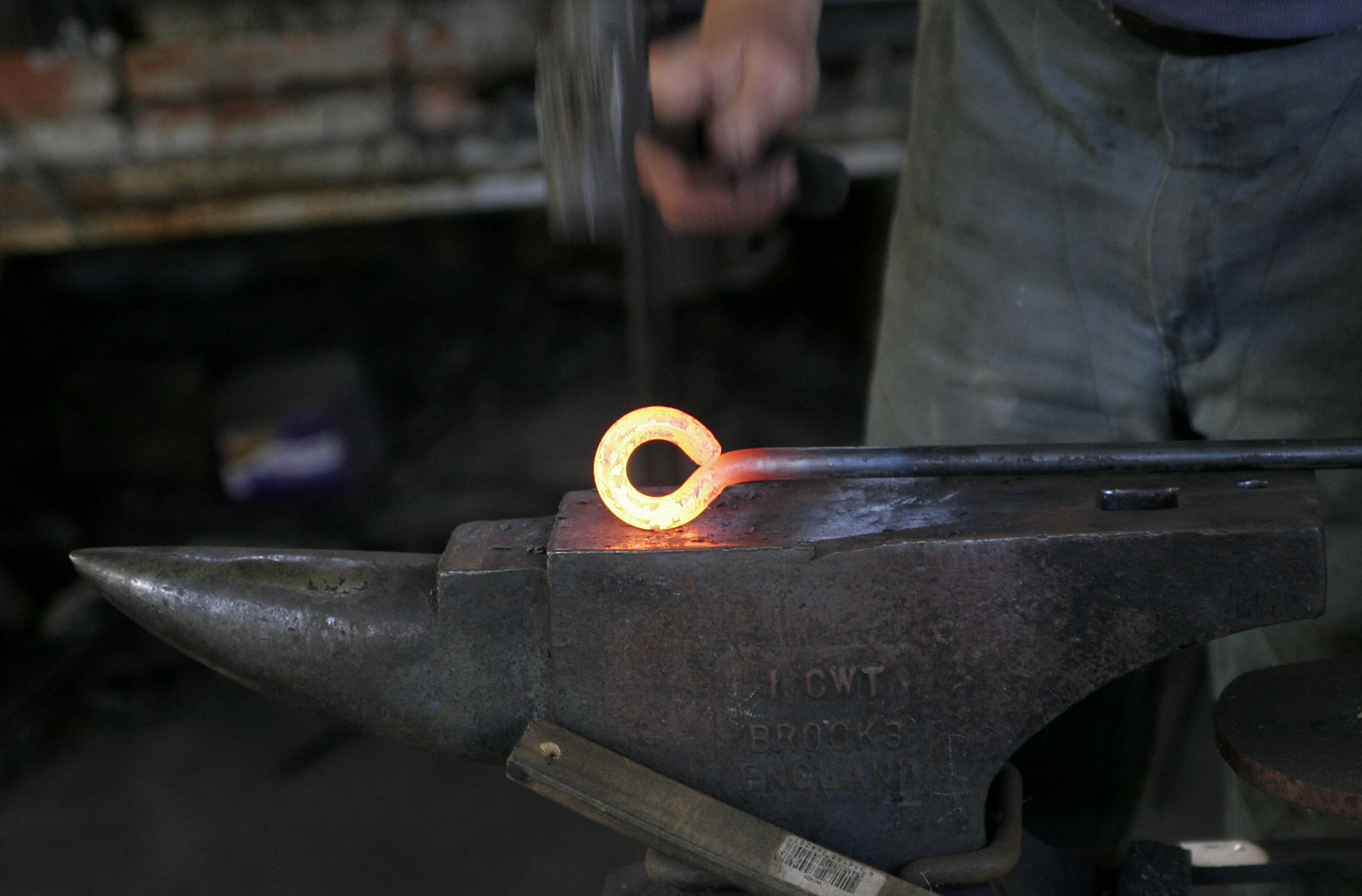
Artesano trabajando la forja en el yunque.

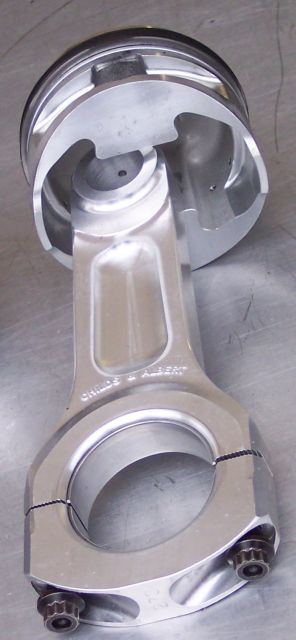
Conjunto biela-pistón de motor. Biela de acero forjado.

El acero forjado es aquel acero que ha sido modificado en forma y estructura interna mediante la aplicación de técnicas de forja realizadas a una temperatura superior a la de la recristalización.
El trabajo de forja se realiza con máquinas herramientas denominadas prensas, que mediante grandes golpes o presiones conforman determinadas formas y volúmenes. Para estas operaciones se usan matrices, troqueles y moldes.
Las piezas procedentes de las forjas son por lo general mecanizadas para darles un acabado definitivo, con la menor intervención posible optimizando así su fabricación.
La forja se realiza a temperaturas de entre 800 y 1000 °C. También puede hacerse a temperatura ambiente, operación que se denomina «conformado en frío». Para suprimir las tensiones internas que surgen en el proceso de forja se realiza un tratamiento térmico llamado normalizado.